# Babad Tanah Jawi

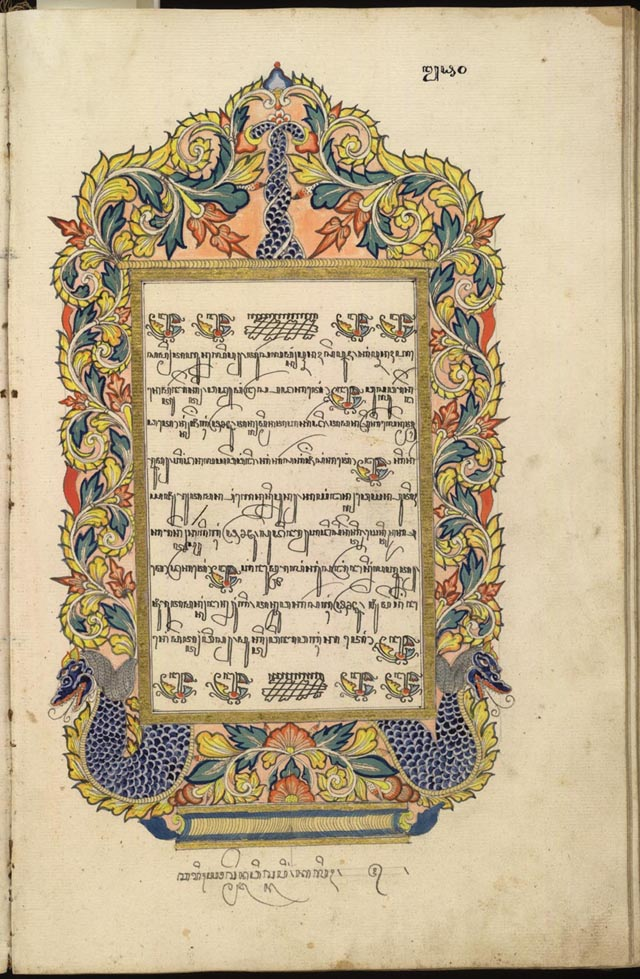
Babad Tanah Jawi

Babad Tanah Djawi ou Babad Tanah Jawi são uma série de manuscritos redigidos em língua javanesa, datados do século XVIII. O título significa História da Terra de Java, e foram usados para explicar o auge do islamismo em Java, onde é a religião predominante desde o século XVI. Nos textos, que misturam factos verídicos com outros claramente fictícios, menciona-se os Wali Sanga, figuras santas do islamismo indonésio.